# Хлорид радия
Хлорид радия — неорганическое соединение, соль металла радия и соляной кислоты с формулой RaCl2, бесцветные или желтоватые кристаллы, растворимые в воде, образует кристаллогидрат. Радиоактивен и чрезвычайно ядовит.

## Получение
- Действие соляной кислотой на гидроксид или карбонат радия:

{\displaystyle {\mathsf {Ra(OH)_{2}+2HCl\ {\xrightarrow {}}\ RaCl_{2}+2H_{2}O}}}
{\displaystyle {\mathsf {RaCO_{3}+2HCl\ {\xrightarrow {}}\ RaCl_{2}+CO_{2}\uparrow +H_{2}O}}}
- Безводную соль получают реакцией радия и хлора:

{\displaystyle {\mathsf {Ra+Cl_{2}\ {\xrightarrow {}}\ RaCl_{2}}}}

## Физические свойства
Хлорид радия образует бесцветные кристаллы, которые из-за собственной радиации разлагаются и желтеют.
Растворяется в воде и этаноле.
Образует кристаллогидрат состава RaCl2•2H2O.
За счёт довольно высокой энергии переноса α-частиц (~80 кэВ/мкм) и малого пробега в биологических тканях (до 100 мкм) приводит к высокой частоте разрыва двухцепочечной молекулы ДНК и вызывает сильный цитотоксический эффект, используется в радиотерапевтической практике при метастатическом поражении костной ткани раком предстательной железы.

## Химические свойства
- Кристаллогидрат разлагается при нагревании:

{\displaystyle {\mathsf {RaCl_{2}\cdot 2H_{2}O\ {\xrightarrow {100^{o}C}}\ RaCl_{2}+2H_{2}O}}}